# Apen
Apen község Németországban, az Ammerland járásban. Lakosainak száma 12 359 fő (2023. december 31.).

## Földrajza
Apen Barßel és Westerstede községekkel határos.